# 플루넷
플루넷(영어: ploonet)은 모행성 주위의 궤도에서 탈출하여 다른 행성의 위성이었다가 자신이 행성이 된 가상의 외계 행성이다. 2019년 기준으로는 아직 발견되지 않았지만 다른 별 주위에 존재할 가능성이 있으며 측광학으로 발견될 가능성이 있다고 생각된다. 
고아 외계 행성(orphaned exomoon) 혹은 분리된 외계 행성(tidally detached exomoon)이라고도 부른다. 플루넷이라는 표현은 《영국 왕립천문학회 월간보고》에 게재된 논문에서 처음 사용되었다.